# Jatara
Jatara è una suddivisione dell'India, classificata come nagar panchayat, di 15.593 abitanti, situata nel distretto di Tikamgarh, nello stato federato del Madhya Pradesh. In base al numero di abitanti la città rientra nella classe IV (da 10.000 a 19.999 persone).

## Geografia fisica
La città è situata a 25° 1' 0 N e 79° 2' 60 E e ha un'altitudine di 245 m s.l.m..

## Società

### Evoluzione demografica
Al censimento del 2001 la popolazione di Jatara assommava a 15.593 persone, delle quali 8.109 maschi e 7.484 femmine. I bambini di età inferiore o uguale ai sei anni assommavano a 2.831, dei quali 1.442 maschi e 1.389 femmine. Infine, coloro che erano in grado di saper almeno leggere e scrivere erano 8.827, dei quali 5.288 maschi e 3.539 femmine.